# Lista de clubes de futebol do Paraguai
Esta é uma Lista dos clubes de futebol do Paraguai. O Paraguai possui duas federações:  a Asociación Paraguaya de Fútbol, onde estão afiliados os clubes de Assunção e cidades próximas (Grande Assunção) e a Unión del Fútbol del Interior, onde estão afiliados os clubes dos outros departamentos do Paraguai.

## Clubes federados à Associação Paraguaia de Futebol
| - Cerro Porteño (Assunção, Distrito Capital) - Cerro Corá (Assunção, Distrito Capital) - Nacional (Assunção, Distrito Capital) - Guarani (Assunção, Distrito Capital) - Rubio Ñu (Assunção, Distrito Capital) - Atlético Colegiales (Assunção, Distrito Capital) - Tacuary (Assunção, Distrito Capital) - Sportivo Luqueño ( Luque, Departamento Central) - Sol de América ( Villa Elisa, Departamento Central) - General Díaz ( Luque, Departamento Central) - River Plate (Assunção, Distrito Capital) - 29 de Septiembre ( Luque, Departamento Central) - 3 de Febrero (Assunção, Distrito Capital) - 1º de Marzo ( Fernando de la Mora, Departamento Central) - General Martín Ledesma (Capiatá, Departamento Central) - Cristóbal Cólon (Ñemby, Departamento Central) - Capitán Figari (Lambaré, Departamento Central) - Atlético Tembetary (Ypané, Departamento Central) - Atlântida (Assunção, Distrito Capital) - Atlético Juventud (Assunção, Distrito Capital) - General Caballero San Felipe (Assunção, Distrito Capital) - Oriental (Assunção, Distrito Capital) - Valois Rivarola (Assunção, Distrito Capital) - Sport Colonial (Assunção, Distrito Capital) - Benjamim Aceval (Villa Hayes, Departamento Presidente Hayes) Único clube diretamente filiado a APF que não é de Assunção ou do Departamento Central. | - Libertad (Assunção, Distrito Capital) - Presidente Hayes (Assunção, Distrito Capital) - Olímpia (Assunção, Distrito Capital) - Sportivo Trinidense (Assunção, Distrito Capital) - Silvio Pettirossi (Assunção, Distrito Capital) - Fernando de la Mora ( Fernando de la Mora, Departamento Central) - Independiente de Campo Grande (Assunção, Distrito Capital) - Sport Colombia ( Fernando de la Mora, Departamento Central) - San Lorenzo ( San Lorenzo, Central) - Resistencia (Assunção, Distrito Capital) - Sportivo Iteño ( Itá, Departamento Central) - General Caballero (Assunção, Distrito Capital) - 3 de Noviembre (Assunção, Distrito Capital) - 12 de Octubre (Assunção, Distrito Capital) - Olímpia de Itá ( Itá, Departamento Central) - General Caballero de Campo Grande ( Luque, Departamento Central) - Pilcomayo ( Mariano Roque Alonso, Departamento Central) - NIkkei Belmare (Itauguá, Departamento Central) - Deportivo Pinozá (Assunção, Distrito Capital) - Deportivo Recoleta (Assunção, Distrito Capital) - Sportivo Ameliano (Assunção, Distrito Capital) |

## Clubes federados à Unión del Futbol del Interior
Cada departamento possui uma Federação filiada à UFI.
Veja o anexo: Lista de ligas regionais paraguaias.

## Clubes extintos
| - General Díaz (Assunção, Distrito Capital) - Mbiguá (Assunção, Distrito Capital) - Sport Asunceno (Assunção, Distrito Capital) - Club Boy Scouts (Assunção, Distrito Capital) - Unión Paraguaya (Assunção, Distrito Capital) - Club Mariscal López (Assunção, Distrito Capital) - Club Villa del Salto (Assunção, Distrito Capital) - Club Atlético Triunfo (Assunção, Distrito Capital) - CALT (Assunção, Distrito Capital), depois chamado de Atlético Corrales - Club 24 de Setiembre (Assunção, Distrito Capital) - Club 12 de Octubre (Santo Domingo) (Assunção, Distrito Capital) - Club Humaitá (Assunção, Distrito Capital) - Sport Botánico (Assunção, Distrito Capital) - Sportivo Villa Aurelia (Assunção, Distrito Capital) - Club San Gerónimo (Assunção, Distrito Capital) - Sport Ciudad Nueva (Assunção, Distrito Capital) - Club Jóvenes Unidos (Assunção, Distrito Capital) - Club Curupayty (Assunção, Distrito Capital) - Atlético San Blas (Assunção, Distrito Capital) - Club Barracas (Assunção, Distrito Capital) - Club Ytororó (Assunção, Distrito Capital) - Club Pessolani (Assunção, Distrito Capital) - Club Nanawa (Assunção, Distrito Capital) - Club Ciudad Alta (Assunção, Distrito Capital) - Club Cerveceros (Assunção, Distrito Capital) - Unión Pacífica (Assunção, Distrito Capital) - Club Arroyo Ferreira (Assunção, Distrito Capital) - Club Atlético Rosarino (Assunção, Distrito Capital) | - 14 de Mayo (Assunção, Distrito Capital) - Marte Atlético ( Luque, Departamento Central) - Club Vencedor ( Luque, Departamento Central) - Club General Aquino ( Luque, Departamento Central) - Sastre Sport (Assunção, Distrito Capital) - Club Bahia Blanca (Assunção, Distrito Capital) - Club 10 de Agosto (San Lorenzo, Departamento Central) - Club Universo (Assunção, Distrito Capital) - Club Presidente Alvear (Assunção, Distrito Capital) - Club San Antonio (Assunção, Distrito Capital) - Club 14 de Julio (Assunção, Distrito Capital) - Club Itá Ybaté (Assunção, Distrito Capital) - Atlético Sajonia (Assunção, Distrito Capital) - Club Coronel Franco (Assunção, Distrito Capital) - Club 12 de Octubre (Villa Aurelia) (Assunção, Distrito Capital) - Atlético Barrio Oriental (Assunção, Distrito Capital) - Club 12 de Junio (Assunção, Distrito Capital) - Club Peñarol (Paraguai) (Assunção, Distrito Capital) - Sportivo General Genes (Assunção, Distrito Capital) - Sport América (Assunção, Distrito Capital) - Primero de Septiembre (Assunção, Distrito Capital) - Asunción Foot Ball Club (Assunção, Distrito Capital) - Club San Vicente (Assunção, Distrito Capital) - Club Mercedeños (Assunção, Distrito Capital) - Club Boquerón (Assunção, Distrito Capital) - Club Vista Alegre (Assunção, Distrito Capital) |